# Косма, Мартти
Мартти Йоханнес Косма (фин. Martti Johannes Kosma; 24 июня 1927, Сортавала — 29 июля 1999) — финский футболист и тренер.
Будучи футболистом, играл на позиции нападающего. Сначала играл за команду из Куопио — КуПС, затем перешёл в КаПа из Каяани, после чего вернулся в КуПС. Там же стал главным тренером и привёл КуПС к победе в чемпионате Финляндии в сезоне 1958 года. В 1961 году начал тренировать молодёжную команду «Рейпаса» из Лахти, которую привёл к «золоту» чемпионата Финляндии, потом побеждал с главной командой клуба в трёх чемпионатах Финляндии (1963, 1967, 1970) и выигрывал кубок страны (1964). В 1975 году в двух матчах возглавлял сборную Финляндии.